# Pardosa tesquorumoides
Pardosa tesquorumoides är en spindelart som beskrevs av Song och Yu 1990. Pardosa tesquorumoides ingår i släktet Pardosa och familjen vargspindlar. Inga underarter finns listade i Catalogue of Life.